# II Liceum Ogólnokształcące im. Tadeusza Kościuszki w Kaliszu
II Liceum Ogólnokształcące im. Tadeusza Kościuszki w Kaliszu – liceum ogólnokształcące w Kaliszu założone w 1904 jako Polska Średnia Szkoła Handlowa w Kaliszu; jedna z pierwszych szkół średnich z polskim językiem wykładowym powstałych w Królestwie Polskim i najstarsza taka szkoła w Kaliszu; od 1918 nosi imię Tadeusza Kościuszki; jedyne liceum ogólnokształcące w Kaliszu, które realizuje program matury międzynarodowej.
Szkoła została założona 5 lutego 1904, jednak ze względu na strajk szkolny, który wybuchł w 1905 w Królestwie Polskim, jej uroczyste otwarcie nastąpiło 9 stycznia 1906.
Od 1904 szkoła nosiła następujące nazwy:
- 1904–1906 Polska Średnia Szkoła Handlowa w Kaliszu,
- 1906–1914 Kaliska Szkoła Handlowa,
- 1917–1918 Ośmioklasowa Wyższa Szkoła Realna w Kaliszu,
- 1918           Królestwsko-Polskie Gimnazjum im. Tadeusza Kościuszki w Kaliszu,
- 1918–1939 Państwowe Gimnazjum im. Tadeusza Kościuszki w Kaliszu,
- 1945–1950 Gimnazjum i Liceum dla Dorosłych im. Tadeusza Kościuszki w Kaliszu,
- 1950–1957 Ogólnokształcąca Szkoła Stopnia Podstawowego i Licealnego Towarzystwa Przyjaciół Dzieci w Kaliszu,
- 1957–         II Liceum Ogólnokształcące im. Tadeusza Kościuszki w Kaliszu.

W latach 1906–1907 pierwszym dyrektorem szkoły był Antoni Sujkowski. W 1921 Józef Piłsudski odsłonił w auli szkolnej tablicę pamiątkową poświęconą uczniom i wychowankom szkoły poległym w wojnie polsko-bolszewickiej (1919–1921).